# Кісом
Кісом (перс. كيسم) — село в Ірані, у дегестані Кісом, у Центральному бахші, шагрестані Астане-Ашрафіє остану Ґілян. За даними перепису 2006 року, його населення становило 1671 особу, що проживали у складі 584 сімей.

## Клімат
Середня річна температура становить 14,61 °C, середня максимальна – 28,60 °C, а середня мінімальна – 0,00 °C. Середня річна кількість опадів – 1189 мм.
| Клімат поселення                              | Клімат поселення | Клімат поселення | Клімат поселення | Клімат поселення | Клімат поселення | Клімат поселення | Клімат поселення | Клімат поселення | Клімат поселення | Клімат поселення | Клімат поселення | Клімат поселення | Клімат поселення |
| Показник                                      | Січ.             | Лют.             | Бер.             | Квіт.            | Трав.            | Черв.            | Лип.             | Серп.            | Вер.             | Жовт.            | Лист.            | Груд.            |                  |
| Середній максимум, °C                         | 9,13             | 9,43             | 11,91            | 17,97            | 21,92            | 25,61            | 28,60            | 28,24            | 25,13            | 21,30            | 16,95            | 12,60            |                  |
| Середня температура, °C                       | 4,56             | 4,87             | 7,37             | 13,41            | 17,40            | 21,02            | 24,26            | 23,91            | 20,79            | 16,93            | 12,60            | 8,25             |                  |
| Середній мінімум, °C                          | 0,00             | 0,31             | 2,80             | 8,84             | 12,80            | 16,50            | 19,90            | 19,57            | 16,46            | 12,60            | 8,25             | 3,90             |                  |
| Норма опадів, мм                              | 119              | 97               | 88               | 47               | 46               | 32               | 32               | 62               | 134              | 207              | 178              | 147              |                  |
| Середньомісячна швидкість вітру, м/с          | 2.32             | 2.44             | 2.43             | 2.37             | 2.40             | 2.54             | 2.61             | 2.30             | 2.10             | 2.10             | 2.00             | 2.11             |                  |
| Середньомісячна сонячна радіація, кДж/м²·день | 6927             | 9014             | 10993            | 15549            | 19795            | 21739            | 22316            | 18901            | 15447            | 10800            | 8606             | 6638             |                  |
| --------------------------------------------- | ---------------- | ---------------- | ---------------- | ---------------- | ---------------- | ---------------- | ---------------- | ---------------- | ---------------- | ---------------- | ---------------- | ---------------- | ---------------- |
| Джерело:                                      |                  |                  |                  |                  |                  |                  |                  |                  |                  |                  |                  |                  |                  |